# Dispositionssystem
Ein Dispositionssystem ist ein EDV-System, welches routinemäßige Entscheidungen in Unternehmen unterstützen soll. Die Entscheidungen werden dabei anhand von formalen Entscheidungsmodellen und -verfahren getroffen. 
Die Entscheidungen betreffen dabei nur einen kurzfristigen Entscheidungshorizont und haben keine strategische Ausrichtung.
Häufig ist das Dispositionssystem in das ERP-System (zum Beispiel SAP, Infor) eingebunden.
Autonome Dispositionssysteme bekommen die Stamm- und Bewegungsdaten durch eine Schnittstelle vom ERP-System geliefert. Externe Dispositionssysteme zeichnen sich durch eine hohe Flexibilität und Geschwindigkeit aus. Darüber hinaus sorgen Dispositionssysteme für eine qualitative Dynamisierung bspw. in den Sicherheitsbeständen oder auch in den automatisch erstellten Bestell- bzw. Produktionsvorschlägen. Mit präzisen Absatzprognosen und dynamischen Sicherheitsbeständen sorgen sie für ein bedarfsgerechtes Bestandsmanagement.
Durch die Ausgliederung der Daten in ein externes System können wichtige Dispositionsentscheidungen simuliert und analysiert werden. So werden Bestellungen oder Produktionsaufträge erst ausgelöst, wenn eine Entscheidung ins ERP-System zugeschrieben wird.